# Roderarvsmyr
Roderarvsmyr är en sjö i Gotlands kommun i Gotland och ingår i Gothemån-Snoderåns kustområde. Sjöns area är 0,05 kvadratkilometer och den befinner sig 6,7 meter över havet.